# Maciej Bednarkiewicz
Maciej Józef Bednarkiewicz (ur. 22 lutego 1940 w Warszawie, zm. 11 listopada 2016 tamże) – polski prawnik, adwokat, poseł na Sejm PRL X kadencji, członek Trybunału Stanu w latach 1991–1993 oraz 1997–2001.

## Życiorys
Syn Mariana i Marii. W 1963 ukończył studia prawnicze na Uniwersytecie Warszawskim. Po odbyciu aplikacji w 1969 podjął prywatną praktykę adwokacką, od 2004 prowadził ją w ramach Kancelarii Prawnej Maciej Bednarkiewicz, Andrzej Wilczyński i Wspólnicy.
W latach 80. współpracował z Prymasowskim Komitetem Pomocy Osobom Pozbawionym Wolności i ich Rodzinom. Występował jako obrońca w procesach politycznych, był też pełnomocnikiem Barbary Sadowskiej, matki Grzegorza Przemyka. W 1984 został tymczasowo aresztowany pod zarzutem udzielania pomocy dezerterowi.
Był posłem na Sejm X kadencji z ramienia Komitetu Obywatelskiego (1989–1991). Pełnił też funkcję sędziego Trybunału Stanu w latach 1991–1993 i 1997–2001. Od 1989 do 1995 stał na czele Naczelnej Rady Adwokackiej, wchodził również później w skład władz polskiej adwokatury. Był jednym z pierwszych członków i przewodniczącym Komisji Rewizyjnej Polskiego Forum Akademicko-Gospodarczego. Został także przewodniczącym rady nadzorczej Banku Millennium. Politycznie związany później z Platformą Obywatelską, był członkiem powołanej w 2004 rady programowej tego ugrupowania. Należał również do Klubu Inteligencji Katolickiej. Od 2002 zasiadał w radzie konsultacyjnej Centrum Monitoringu Wolności Prasy Stowarzyszenia Dziennikarzy Polskich.
Pochowany na cmentarzu Powązkowskim w Warszawie.
W filmie Żeby nie było śladów w reżyserii Jana P. Matuszyńskiego w postać Macieja Bednarkiewicza wcielił się Dariusz Chojnacki.

## Odznaczenia i wyróżnienia
- Krzyż Komandorski z Gwiazdą Orderu Odrodzenia Polski (pośmiertnie, 2016)[6]
- Krzyż Komandorski Orderu Odrodzenia Polski (2009)[7]
- Odznaka honorowa „Za zasługi dla bankowości Rzeczypospolitej Polskiej” (2011)[8]
- Order Świętego Sylwestra IV klasy (2009)[9]
- Wielka Odznaka Adwokatura Zasłużonym (2007)[10]